# 8-Chlorotheophylline
8-Chlorotheophylline, còn được gọi là 1,3-dimethyl-8-chloroxanthine, là một loại thuốc kích thích thuộc nhóm hóa chất xanthine, có tác dụng sinh lý tương tự như caffeine. Công dụng chính của nó là kết hợp (muối) với diphenhydramine trong dimenhydrinate chống nôn. Diphenhydramine làm giảm buồn nôn nhưng gây buồn ngủ và các đặc tính kích thích của 8-Chlorotheophylline giúp tránh tác dụng phụ đó.